# Karkinos der Jüngere
Karkinos der Jüngere war ein griechischer Tragödiendichter der ersten Hälfte des 4. Jahrhunderts v. Chr.
Er war der Sohn des Xenokles; die Blütezeit seines Wirkens fällt in die siebziger Jahre des 4. Jahrhunderts (Zeit der 100. Olympiade, 380–376). Von ihm stammten 160 Dramen, von denen elf Titel bekannt sind (Achilleus, Aerope, Aias, Amphiaraos, Mandrobios, Medeia, Oidipos, Orestes, Semele, Thyestes, Tereus), und er gewann elfmal bei den Dionysien, das erste Mal vor 373 v. Chr.
Er wird von Menander sowie mehrfach von Aristoteles erwähnt und hat einen Eintrag in der Suda, der Hauptquelle zu seiner Biographie. Von seinen Dramen sind nur Fragmente erhalten, darunter von seiner Medea. Seine Aerope gehörte zum Standardrepertoire römischer Pantomime. Er wirkte in Athen und soll sich mehrfach in Syrakus am Hof des Tyrannen Dionysios des Jüngeren aufgehalten haben.
Aus seiner Medea sind in einem Papyrusfragment des Louvre Noten erhalten. Das Fragment befand sich seit den 1890er Jahren im Louvre, fand aber erst um 2004 Aufmerksamkeit. Seine Medea weicht von den üblichen Versionen dahingehend ab, dass sie ihre Kinder nicht tötet. Die Vokalnoten (Bass) zu einem Gesang der Medea sind in dem Papyrus erhalten.
Es gibt auch einen älteren Karkinos aus Thorikos, der ebenfalls Tragödiendichter war und in Athen als Stratege amtierte. Er siegte 446 v. Chr. bei den Dionysien und war Gegenstand des Spottes von Aristophanes. Er war wahrscheinlich Großvater des jüngeren Karkinos.